# Purwajaya (Krangkeng)
Purwajaya is een bestuurslaag in het regentschap Indramayu van de provincie West-Java, Indonesië. Purwajaya telt 3442 inwoners (volkstelling 2010).